# Duck Duck Goose
Pato Pato Ganso é um filme de comédia animado por computador de 2018 dirigido por Chris Jenkins e estrelado pelas vozes de Jim Gaffigan, Zendaya, Carl Reiner, Lim Lance, Greg Proops, Natasha Leggero e Diedrich Bader. Uma co-produção internacional entre os Estados Unidos e a China, o filme foi lançado na China em março de 2018, com previsão de estreia nos cinemas norte-americanos em abril de 2018; ele foi discretamente retirado da programação e disponibilizado na Netflix em 20 de julho de 2018.
Asas Pelos Ares estreou em Portugal em 10 de maio de 2018.

## Enredo
O ganso Peng (Jim Gaffigan) é bastante exibicionista e com seus feitos alucinantes confunde constantemente o treinamento de vôo em formação de seus companheiros. Um dia os outros gansos se cansam e simplesmente partem sem bater para o sul, onde os gansos querem passar o inverno. Peng não pode mais voar devido a uma lesão e, portanto, não pode segui-los imediatamente. Por acaso, ele então se torna o salva-vidas de dois patinhos atrevidos que, como ele, foram deixados para trás e de agora em diante o seguem a cada passo do caminho. No início, Peng realmente não quer bancar o protetor das duas garotas e, apenas por motivos egoístas, concorda em começar a árdua jornada para o sul juntos. Mas aos poucos Peng começa a gostar dos dois patos ...

## Elenco
| Personagem | Voz             |
| ---------- | --------------- |
| Peng       | Jim Gaffigan    |
| Chi        | Zendaya         |
| Chao       | Lance Lim       |
| Banzou     | Greg Proops     |
| Jinjing    | Natasha Leggero |
| Frazier    | Stephen Fry     |
| Giles      | Craig Ferguson  |
| Larry      | Carl Reiner     |
| Edna       | Jennifer Grey   |

## Recepção
O filme atualmente tem apenas uma revisão no Rotten Tomatoes, não o suficiente para dar-lhe uma pontuação agregada. A revisão, que é do Common Sense Media, dá ao filme em 3 de 5 estrelas, e o aviso: "O doce conto de animais animados tem mensagens perigosas e positivas." No entanto, fica implícito que o filme recebeu críticas em sua maioria mistos pela crítica e público.

## Lançamento
O filme foi lançado na China em 9 de março de 2018. Lá, iria arrecadar $ 5.865.892 no final de abril. Em outros territórios, ganhou $ 9.434.082 para um total mundial de $ 15.299.974. Em 2019, a bilheteria bruta mudou para $ 19.676.514.

Foi originalmente planejado para ser lançado nos Estados Unidos pela Open Road Films em 20 de abril de 2018 antes de ser removido do cronograma de lançamento e, finalmente, terminar como um filme original da Netflix, com lançamento previsto para 20 de julho.